# يادكار محمد قازان
يادكار محمد أو سايميون كاسايافيتش (ترتار : Yädegär Möxämmäd, Yädkär, Yädegär) (؟ - 1565) كان آخر خان لخانية قازان (1552).
ياديغار موكسامات ابن الأستراخان خان قاسم. في 1542-1550 كان في خدمة موسكوفي، وشارك في الهجوم على كازان في 1550. في 1552 دعي من قبل قول شريف (Qol Şärif) وتشابقن بيك أوتج أولي (Çapqın bäk Otıç ulı) لكي يجلس على عرش خانية قازان. وفيما بعد، قام بقيادة الحرب ضد الهجوم الروسي.
تم القبض عليه في أغسطس 1552 عندما إحتلت القوات الروسية قازان. في 1553 غيّر دينه من الإسلام إلى المسيحية، وأخذ الاسم سايميون كاسايافيتش وعاش في موسكو كنبيل روسي.

## اقرأ أيضاً
قائمة الشخصيات التي اعتنقت المسيحية